# ATP World Tour Finals 2009
ATP World Tour Finals 2009 er 2009-udgaven af ATP World Tour Finals og dermed sæsonens sidste turnering på ATP World Tour 2009, de mandlige elitetennisspilleres turneringsserie dette år. Turneringen bliver afholdt i perioden 22 – 29. november i London, England med deltagelse af de bedste fra årets øvrige turneringer i henholdsvis single og double. 

## Deltagere

### Single
| Singlelisten for året | Singlelisten for året | Singlelisten for året | Singlelisten for året | Singlelisten for året |
| Plads                 | Navn                  | Point                 | Turneringer           | Kvalifikationsdato    |
| --------------------- | --------------------- | --------------------- | --------------------- | --------------------- |
| 1                     | Roger Federer         | 10150                 | 15                    | 5. juli               |
| 2                     | Rafael Nadal          | 9205                  | 17                    | 19. maj               |
| 3                     | Novak Djokovic        | 7910                  | 22                    | 10. september         |
| 4                     | Andy Murray           | 6630                  | 18                    | 20. august            |
| 5                     | Juan Martín del Potro | 5985                  | 19                    | 15. september         |
| (skadet)              | Andy Roddick          | 4410                  | 17                    | 20. oktober           |
| 6                     | Nikolaj Davydenko     | 3630                  | 22                    | 12. november          |
| 7                     | Fernando Verdasco     | 3300                  | 24                    | 13. november          |
| 8                     | Robin Söderling       | 3010                  | 26                    | 17. november          |

De otte singledeltagere kan ses i tabellen sammen med tidspunktet for deres sikring af pladsen. 
Som reserver til deltagelse i turneringen er de næste fra listen også i London; det drejer sig om listens nummer ti, Jo-Wilfried Tsonga, og nr. elleve, Fernando González.

## Turneringen

### Single
De otte spillere blev opdelt i to grupper, hvor der spilledes alle mod alle. Første gruppe, Gruppe A, bestod af Federer, Murray, del Potro og Verdasco, mens Gruppe B bestod af Nadal, Djokovic, Davydenko og Söderling.
Da alle kampe var spillet, gik de to bedstplacerede i hver gruppe videre til semifinalen. Dette blev afgjort i rækkefølge efter følgende: Flest sejre, bedste forskel i vundne sæt, flest vundne sæt, bedste forskel i vundne partier, flest vundne partier.  
I den ene semifinale mødtes vinderen af Gruppe A og toeren fra Gruppe B, mens vinderen af Gruppe B mødte toeren fra Gruppe A i den anden semifinale. Vinderne af de to kampe mødtes i finalen.

#### Gruppe A
22. november:
- Andy Murray (4) – Juan Martín del Potro (5): 6-3, 3-6, 6-2
- Roger Federer (1) – Fernando Verdasco (7): 4-6, 7-5, 6-1

24. november:
- Juan Martín del Potro (5) – Fernando Verdasco (7): 6-4, 3-6, 7-6(1)
- Roger Federer (1) – Andy Murray (4): 3-6, 6-3, 6-1

26. oktober:
- Andy Murray (4) – Fernando Verdasco (7): 6-4, 6-7(4), 7-6(3)
- Juan Martín del Potro (5) – Roger Federer (1): 6-2, 6-7(5), 6-3

Slutstillingen i gruppen blev dermed:
| Gruppe A)             | Gruppe A)   | Gruppe A) | Gruppe A)      | Gruppe A) |
| Navn                  | Kampe (V-T) | Sæt (V-T) | Partier vundet | Plads     |
| --------------------- | ----------- | --------- | -------------- | --------- |
| Roger Federer         | 2-1         | 5-4       | 44-40          | 1         |
| Juan Martín del Potro | 2-1         | 5-4       | 45-43          | 2         |
| Andy Murray           | 2-1         | 5-4       | 44-43          | 3         |
| Fernando Verdasco     | 0-3         | 3-6       | 45-52          | 4         |

#### Gruppe B
23. november:
- Robin Söderling (8) – Rafael Nadal (2): 6-4, 6-4
- Novak Djokovic (3) – Nikolaj Davydenko (6): 3-6, 6-4, 7-5

25. november:
- Robin Söderling (8)  – Novak Djokovic (3): 7-6(5), 6-1
- Nikolaj Davydenko (6) – Rafael Nadal (2): 6-1, 7-6(4)

27. november:
- Novak Djokovic (3) – Rafael Nadal (2): 7-6(5), 6-3
- Nikolaj Davydenko (6) – Robin Söderling (8): 7-6(4), 4-6, 6-3

| Gruppe B)         | Gruppe B)   | Gruppe B) | Gruppe B)      | Gruppe B) |
| Navn              | Kampe (V-T) | Sæt (V-T) | Partier vundet | Plads     |
| ----------------- | ----------- | --------- | -------------- | --------- |
| Robin Söderling   | 2-1         | 5-2       | 40-32          | 1         |
| Nikolaj Davydenko | 2-1         | 5-3       | 45-38          | 2         |
| Novak Djokovic    | 2-1         | 4-3       | 36-37          | 3         |
| Rafael Nadal      | 0-3         | 0-6       | 24-38          | 4         |

#### Finalerunde
Semifinalerne blev spillet 28. november og gav følgende resultater:
- Nikolaj Davydenko (6) – Roger Federer (1): 6-2, 4-6, 7-5
- Juan Martín del Potro (4) – Robin Söderling (8):

Finalen spilles 29. november:
- Nikolaj Davydenko (6) – ?:

### Double
Tekst mangler, hjælp os med at skrive teksten